# منحنى قدمي

الإنشاء الهندسي لمنحنى مواقع المنحنى C بالنسبة للنقطة P

المنحني القدمي أو المنحنى القدمي (بالإنجليزية: Pedal curve) هو المحل الهندسي لمسقط نقطة ثابتة على المماس المتغير لمنحنى معلوم، ومن المعلوم أن مسقط نقطة على خط مستقيم هي نقطة تقاطع العمود المقام من هذه النقطة مع الخط المستقيم وتسمى القدم (Foot)، وتسمى النقطة الثابتة النقطة القدمية (pedal point).
بفرض أن C هو منحنى معلوم، والنقطة P هي النقطة القدمية الثابتة، و R هي نقطة تماس الخط T مع المنحنى C ؛ فإن هنالك نقطة X وحيدة تنطبق على النقطة القدمية P أو تصنع معها عمودي على الخط المماس T، ويكون المنحنى القدمي هو مجموعة النقط X لكل نقاط التماس R الواقعة على المنحنى C. وفي هذه الحالة تكون النقطة X هي قدم العمودي على T من النقطة الثابتة P.
وبالمثل هناك نقطة وحيدة Y تنتمي إلى العمودي على المنحنى C عند النقطة R بحيث تكون PY عمودية على العمودي، ومن ثم فإن PXRY هو مستطيل (قد يكون مستطيل انحلال degenerate rectangle). ويسمى المحل الهندسي لجميع النقاط Y بالمنحنى القدمي المقابل (contrapedal curve).